# Sampang (plaats in Sampang)
Sampang is een bestuurslaag in het regentschap Cilacap van de provincie Midden-Java, Indonesië. Sampang telt 5533 inwoners (volkstelling 2010).